# Ваново
Ваново — село в Моршанском районе Тамбовской области России. Административный центр и единственный населённый пункт Вановского сельсовета.

## География
Село находится на берегу реки Вобша (верховье реки Серп), на расстоянии 37 км к северо-западу от города Моршанск, административного центра района, и 115 км к северу от города Тамбов, административного центра области.

### Часовой пояс
Село Ваново, как и вся Тамбовская область, находится в часовой зоне МСК (московское время). Смещение применяемого времени относительно UTC составляет +3:00.

## Население
| 2002 | 2010 | 2012 | 2013 | 2014 | 2015 | 2016 |
| ---- | ---- | ---- | ---- | ---- | ---- | ---- |
| 756  | ↘606 | ↘574 | ↘543 | ↘509 | ↘476 | ↘462 |
| 2017 | 2018 | 2019 | 2020 | 2021 |      |      |
| ↘460 | ↘453 | ↘433 | ↘416 | ↗431 |      |      |

## Улицы
| - ул. Гагарина, - ул. Заречная, - ул. Калинина, - ул. Кирова, | - ул. Красноармейская, - ул. Лесная, - ул. Молодёжная, - ул. Москва, | - ул. Набережная, - ул. Речная, - ул. Советская, - ул. Центральная. |

### Национальный состав
Согласно результатам переписи 2002 года, в национальной структуре населения русские составляли 99 % из 756 чел.

## Известные уроженцы
- Шохин, Владимир Николаевич (1929—2001) — советский и российский учёный-горняк. Доктор технических наук. Заслуженный деятель науки и техники РСФСР.